# Бережница (Верховинский район)

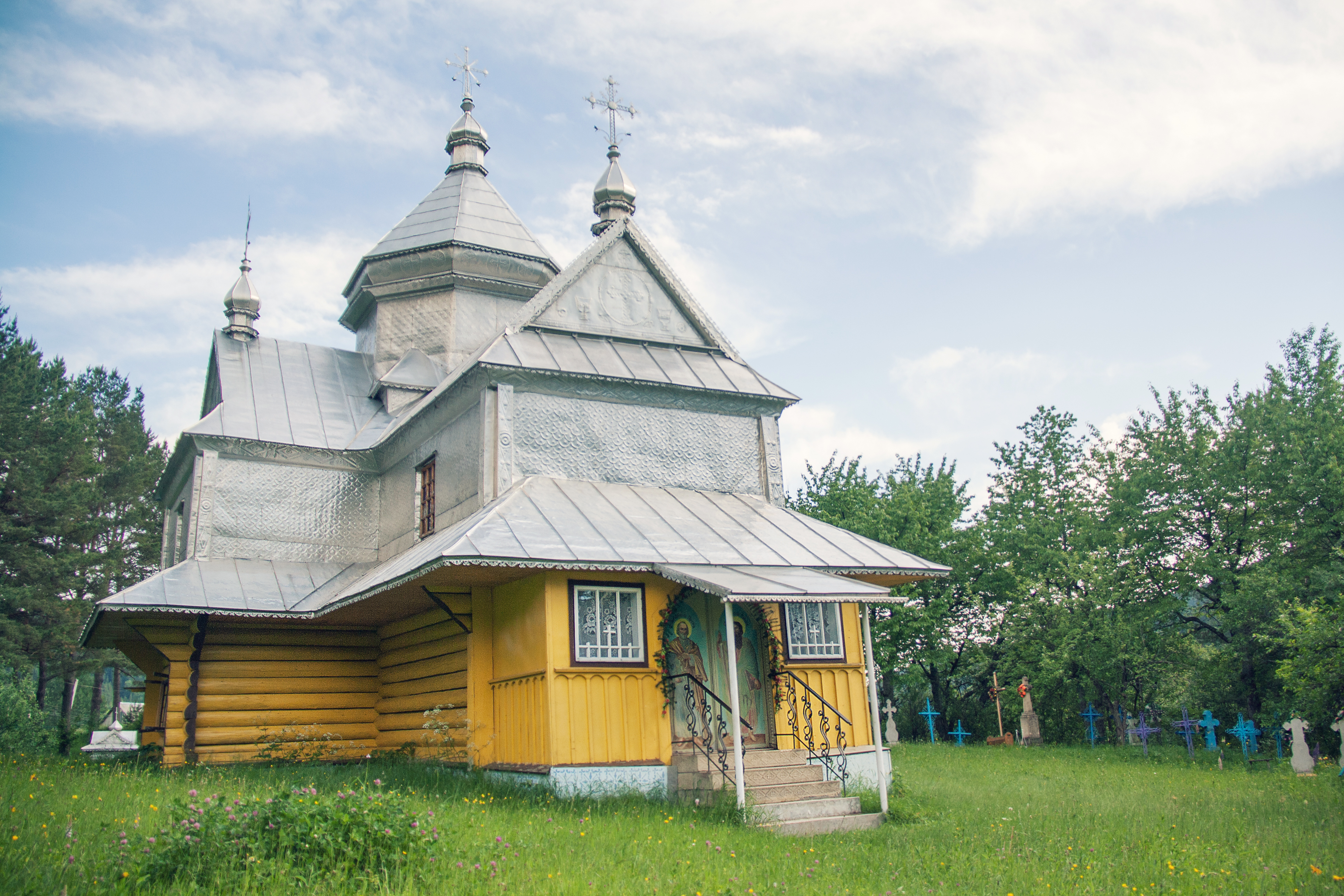
Церковь Перенесения мощей святого Николая

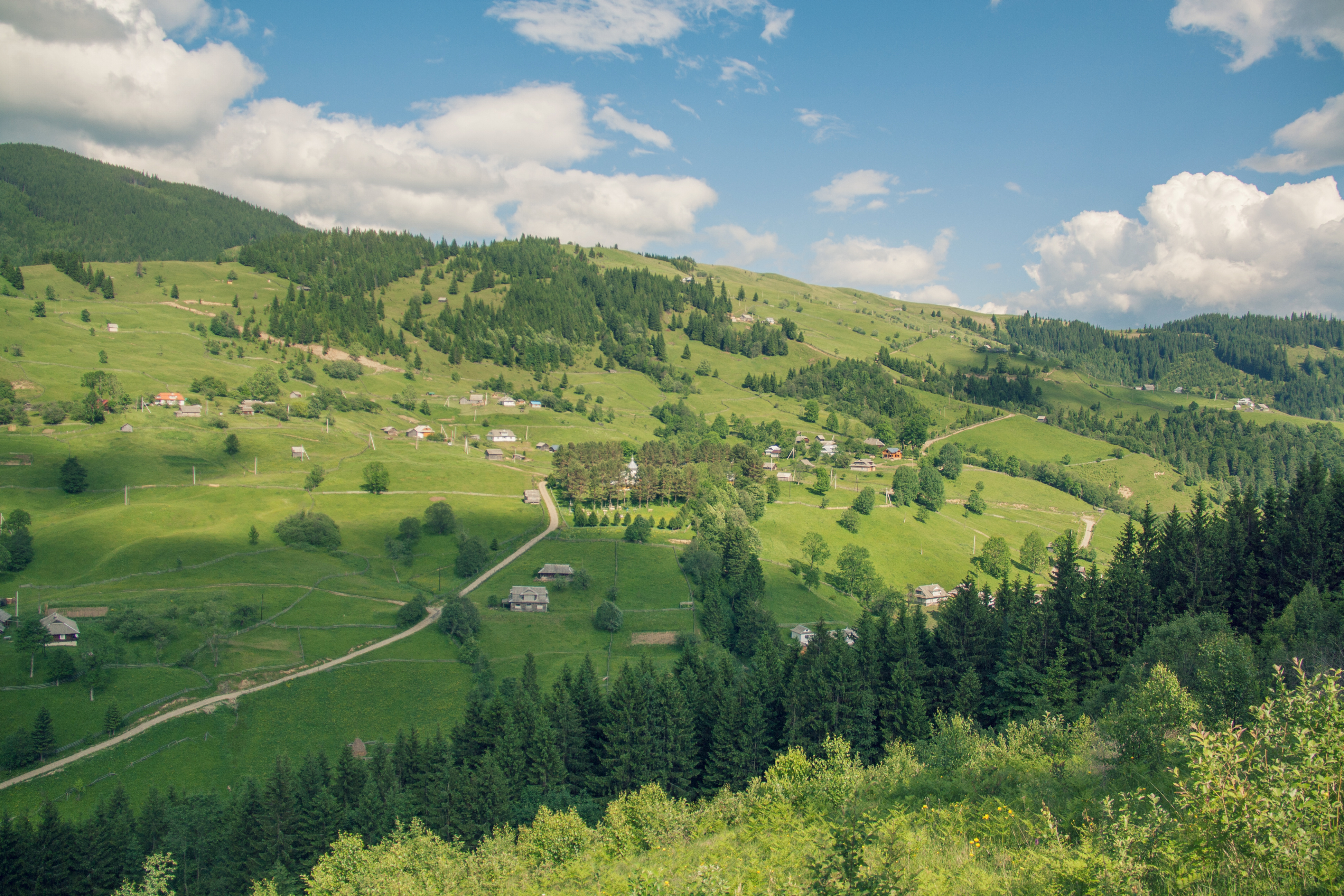
Вид на село

Бережница (укр. Бережниця) — село в Верховинской поселковой общине Верховинского района Ивано-Франковской области Украины. У села протекает река Бережница.
Население по переписи 2001 года составляло 309 человек. Занимает площадь 15 км². Почтовый индекс — 78710. Телефонный код — 03432.